# Dávid Tóth
Dávid Tóth, född den 21 februari 1985 i Székesfehérvár, Ungern, är en ungersk kanotist.
Han tog OS-silver i K4 1000 meter i samband med de olympiska kanottävlingarna 2012 i London.